# Algernonia glazioui
Algernonia glazioui är en törelväxtart som beskrevs av Emmerich. Algernonia glazioui ingår i släktet Algernonia och familjen törelväxter. Inga underarter finns listade i Catalogue of Life.